# VTV televizija
VTV Televizija je regionalna televizija sjevera Hrvatske koja emitira 24 sata programa dnevno, od čega više od 60% programa vlastite produkcije kroz 30-ak emisija pod zajedničkim nazivnikom "program za svakoga".
Sjedište VTV Televizije je u centru Varaždina u vlastitoj poslovnoj zgradi, te ima 30-ak zaposlenika.
VTV Televizija utemeljena je 1992. godine sa svrhom proizvodnje i emitiranja televizijskog programa i do 1999. godine uspješno posluje kao produkcijska kuća i marketinška agencija. 1. veljače 1999. počinje s emitiranjem vlastitog programa s koncesijom za područje Varaždinske županije, a 2006. godine postaje prva regionalna televizija u Hrvatskoj.

## Pokrivenost signalom
Signalom s odašiljača na Ivanščici i u Koprivnici unutar multipleksa D na K34 UHF-a VTV Televizija se može pratiti na cijelom području digitalne regije D3 koji obuhvaća Međimursku, Varaždinsku, Koprivničko-križevačku, dio Bjelovarsko-bilogorske županije i dio Krapinsko-zagorske županije.
Program VTV Televizije može se pratiti na području cijele Hrvatske putem MAXtv, OptiTV i B.net TV.

## Projekti VTV Televizije
Guinessov rekord 2007. u najdužem talk showu (35 sati neprekidnog talk showa)
Festivalska televizija Špancirfesta 
Festivalska televizija Varaždinskih baroknih večeri 
Službena televizija Porcijunkulova
Renesansna televizija Renesansnog festivala

## Vanjske poveznice
- VTV